# シングルリンゲン
シングルリンゲン(Singelringen)とは、スウェーデンの企業。また、この企業が販売している独身者専用の指輪の事。
シングルリンゲンのデザインは男女共通であるが、所有者の性別に応じてペアになる様にシリアルナンバーが穿たれている。つまりシングルリンゲンの持ち主には、必ず世界のどこかに同じシリアルナンバーのシングルリンゲンを持つ異性が存在すると、シングルリンゲン社は主張している。
しかし、このこと自体はあくまでも洒落であって、同じ番号の異性と結ばれる事を奨励ないしは祈念する性質のものではない。現にシングルリンゲン社自身は、独身生活そのものを否定的には捉えておらず、既婚約者に「婚約指輪」、既婚者に「結婚指輪」というステータスが存在する以上、独身者に「独身指輪」というステータスを与えるべきだというアイデアを実現した商品としてシングルリンゲンを位置づけている。
デザインは、シンプルな環状の金属製のリングの外側に、青色半透明のプラスチックのリングを重ねたもので、プラスチックの部分には半月状の切り欠きがある。シリアルナンバーは7桁であり、Made in Swedenの刻印と共に、金属リングの内側に、プラスチックの切り欠きの（裏側ではなく）反対側に刻印されている。画像については、外部リンクを参照の事。